# 七芒星 (図形)

正七芒星、円周を7等分し、2個隣の点どうしをつないで作られる事からシュレーフリ記号は{7/2}で表される。

正七芒星、円周を7等分し、3個隣の点どうしをつないで作られる事からシュレーフリ記号は{7/3}で表される。

幾何学において、七芒星（しちぼうせい）、ヘプタグラム（英語：heptagram, septagram, septegram、septogram）は、7つの角を持つ星型多角形である。
heptagramは、ギリシャ語の倍数接頭辞で7を意味する hepta- と、「線」を意味するギリシャ語γραμμή (grammḗ)から来た接尾辞-gramを組み合わせた語である。

## 幾何学的性質
七芒星は既約分数で2つの形式で描画できる最小の星型正多角形である。2つの七芒星は、heptagram（{7/2}の場合）およびgreat heptagram（{7/3}の場合）と呼ばれることもある。
より小さいものでは六芒星{6/2}は2つの三角形の複合体である。 最小の星形多角形は五芒星{5/2}である。
より大きいものでは、八芒星が{8/3}と2つの正方形の複合体である{8/2}。そして九芒星の{9/2}、{9/4}、および3つの三角形の複合物である{9/3}と続く。

## 図
| {7/2}                   | {7/3}                   | {7}+{7/2}+{7/3}         |
| 星形角柱(7/2)           | 星形角柱(7/3)           | 完全グラフ              |
| 星型正多角交差反柱(7/2) | 星型正多角交差反柱(7/3) | 星型正多角交差反柱(7/4) |

## 文化
宗教・オカルト
- セレマ神秘主義の女神ババロンのシンボル。
- ネオペイガニズムで、 Elven Star または Fairy Star とされている。

他、錬金術やイスラム教の聖典クルアーンにも登場する。
- 三重県志摩市の宇賀多神社の御朱印に採用されている。

その他
- ヨルダンの国旗、オーストラリアの国旗や北海道旗などの旗に見られる。
- コモンウェルス・スター
- デンマークの海運コングロマリットA.P. モラー・マースクのファンネルマークは青地に7角の白い星。
- サムライスピリッツに登場するシャルロットの必殺技「スプラッシュグラデーション」は剣で七芒星を描くようにして攻撃する技。
- GODZILLA (アニメ映画)に登場する異星人エクシフが持つ神器「ガルビトリウム」の紋様。厳密には、 {7/2}と{7/3} 2つの七芒星を重ねて配置されたような軌道を辿る不規則な形の十四芒星。

オーストラリアの国旗
北海道旗